# Marcello Paglia
Marcello Paglia (Genova, 16 settembre 1927 – Genova, 28 aprile 1945) è stato un partigiano italiano.

## Biografia
Il suo nome di battaglia era Joan; nemmeno diciottenne trovò la morte in circostanze drammatiche: il 27 aprile, durante gli ultimi combattimenti per la completa liberazione della città, in piazza Romagnosi fu colpito da un cecchino fascista perché fece da scudo, con il proprio corpo, allo zio Cesare Paglia (commissario politico GAP della Brigata Attilio Firpo, già detta “Pinetti”), che era l’obiettivo dello sparatore. Per la gravità delle ferite, Marcello Paglia spirò l’indomani.
Joan aveva militato nella divisione Cichero, per la precisione nella Terza Brigata, intitolata a Germano Jori - il partigiano “Renato”, fra gli organizzatori della Resistenza a Genova, città che gli ha intitolato una importante strada.

## Riconoscimenti
A Joan è stata intitolata una via, vico Marcello Paglia, nel quartiere di Marassi e una lapide, a lui dedicata è stata collocata, poco dopo la liberazione, a Genova in Piazza Romagnosi (all'interno del cortile della scuola, dove venne colpito a morte dal cecchino fascista.
La lapide, per interessamento del partigiano Lorenzo Armando Bezerédy Castagnetta (o vulgo il Tigre), nome molto conosciuto nell'ambiente della Resistenza genovese, è stata recuperata dai calcinacci, dove era stata gettata durante un restauro dell'edificio. È stata quindi restaurata e ricollocata nello stesso posto, durante una cerimonia a cura dei famigliari e del Movimento Antifascista Antimperialista La Resistenza Continua ( Movimento fondato dal Partigiano "Gracco" Angiolo Gracci).